# Monte Calenzone
Il monte Calenzone è un rilievo dell'Oltrepò Pavese alto 1151 m. 

## Descrizione

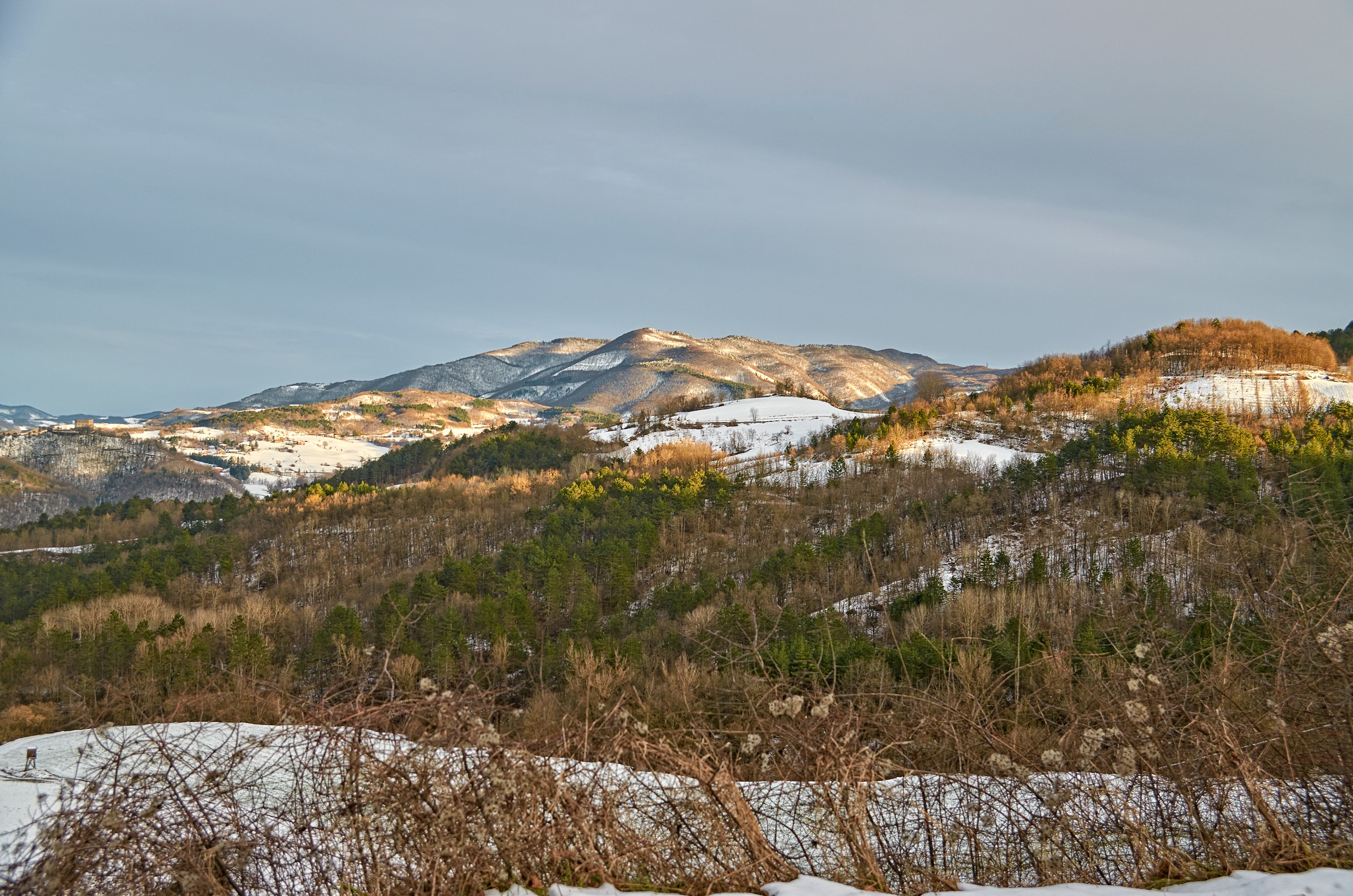
Il Calenzone d'inverno

La montagna è posta tra i comuni di Zavattarello e Romagnese. Con la sua costa costituisce lo spartiacque tra l'alta valle Staffora e l'alta val Tidone, in provincia di Pavia. La sua cima è collegata a quella del monte Alpe da una cresta quasi orizzontale che permette di godere di un panorama circolare.

## Storia

### Lo schianto del Douglas C-47 Dakota
Il 22 febbraio 1945 sulle pendici del Calenzone, nel comune di Zavatterello, cadde l'aereo americano con sette militari alleati a bordo (volo USAAF C-47A 42-100954 appartenente alla 64th TGC) partito da Rosignano (LI). Un monumento è stato inaugurato il 04 novembre 2017 in prossimità del luogo dove è avvenuto lo schianto.